# Път към отмъщение
„Път към отмъщение“ (на английски: Road to Perdition) е американски криминален трилър филм от 2002 г. на режисьора Сам Мендес. Сценарият, написан от Дейвид Селф, е базиран на едноименния графичен роман на Макс Алън Колинс и Ричард Пиърс Рейнър.

## Сюжет
В Чикаго, по време на Голямата депресия, се разиграва бурната история на двама бащи: Майкъл Съливан, убиец от ирландските гангстери; и Джон Руни, шефът на Съливан, който го е отгледал като свой син. 
Ревност и съперничество ги изправят един срещу друг и водят до фатален сблъсък, при който работата на Съливан се преплита с личния му живот и води до смъртта на любимата му съпруга и по-малкия му син. Сега Майкъл Съливан и другият му син се впускат в гибелно пътешествие... готови за отмъщение.

## Актьорски състав
| Актьор               | Роля                    |
| -------------------- | ----------------------- |
| Том Ханкс            | Майкъл Съливан – старши |
| Пол Нюман            | Джон Руни               |
| Джуд Лоу             | Харлън Магуайър         |
| Тайлър Хеклин        | Майкъл Съливан – младши |
| Даниел Крейг         | Конър Руни              |
| Стенли Тучи          | Франк Нити              |
| Дженифър Джейсън Лий | Ани Съливан             |
| Лиам Ейкън           | Питър Съливан           |
| Дилън Бейкър         | Александър Ранс         |
| Кийрън Хайндс        | Фин Макговърн           |

## Награди и номинации
| Категория                                     | Номиниран(и)                                  | Резултат                |
| Оскар (23 март 2003 г.)                       | Оскар (23 март 2003 г.)                       | Оскар (23 март 2003 г.) |
| --------------------------------------------- | --------------------------------------------- | ----------------------- |
| Най-добра кинематография                      | Конрад Хол                                    | награда                 |
| Най-добри декори                              | Най-добри декори                              | номинация               |
| Най-добър звук                                | Най-добър звук                                | номинация               |
| Най-добър звуков монтаж                       | Най-добър звуков монтаж                       | номинация               |
| Най-добра филмова музика                      | Томас Нюман                                   | номинация               |
| Най-добра поддържаща мъжка роля               | Пол Нюман                                     | номинация               |
| Награда на БАФТА (23 февруари 2003 г.)        |                                               |                         |
| Най-добри декори                              | Най-добри декори                              | награда                 |
| Най-добра кинематография                      | Конрад Хол                                    | награда                 |
| Най-добър актьор в поддържаща роля            | Пол Нюман                                     | номинация               |
| Златен глобус (19 януари 2003 г.)             |                                               |                         |
| Най-добър актьор в поддържаща роля            | Пол Нюман                                     | номинация               |
| Сателит (12 януари 2003 г.)                   |                                               |                         |
| Най-добра кинематография                      | Конрад Хол                                    | награда                 |
| Най-добър филм – драма                        | Най-добър филм – драма                        | номинация               |
| Най-добри декори                              | Най-добри декори                              | номинация               |
| Най-добри визуални ефекти                     | Най-добри визуални ефекти                     | номинация               |
| Най-добри костюми                             | Албърт Волски                                 | номинация               |
| Най-добър актьор в драма                      | Том Ханкс                                     | номинация               |
| Най-добър актьор в поддържаща роля в драма    | Пол Нюман                                     | номинация               |
| Сатурн (18 май 2003 г.)                       |                                               |                         |
| Най-добър екшън, приключенски или трилър филм | Най-добър екшън, приключенски или трилър филм | награда                 |
| Най-добър млад актьор                         | Тайлър Хеклин                                 | награда                 |
| Емпайър (5 февруари 2003 г.)                  |                                               |                         |
| Най-добър филм                                | Най-добър филм                                | номинация               |
| Най-добър актьор                              | Том Ханкс                                     | номинация               |
| Най-добър британски актьор                    | Джуд Лоу                                      | номинация               |